# 저스트 프렌드
《저스트 프렌드》(영어: Just Friends)는 2005년에 개봉한 미국의 크리스마스 로맨틱 블랙 코미디 영화이다.

## 줄거리
비만한 고등학생 크리스는 졸업과 함께 절친 제이미에게 고백을 하지만 친구 이상으로 여기지 않는다는 말과 함께 차이고 만다. 수치심에 고향을 떠난 크리스는 10년 뒤 날씬한 바람둥이 음반 제작자로 거듭난다. 회사 CEO의 부탁으로 크리스가 신예 가수 서맨사와 파리로 향하던 중 서맨사가 불을 내면서 서맨사의 전용기는 크리스의 고향 근처인 뉴저지주에 불시착한다. 그렇게 크리스는 여전히 좋아하는 마음이 남아 있는 제이미와 재회한다.

## 출연진
- 라이언 레이놀즈 - 크리스 브랜더 역
- 에이미 스마트 - 제이미 팰러미노 역
- 애나 패리스 - 서맨사 제임스 역
- 크리스 클라인 - 더스티 “더스티 리” 딩클먼 역
- 크리스토퍼 마켓 - 마이크 “마이키” 브랜더 역
- 줄리 해거티 - 캐럴 브랜더 역
- 스티븐 루트 - KC 역
- 프레드 어와닉 - 클라크 역
- 에이미 머티시오 - 달라 역
- 타이 올슨 - 팀 역
- 애슐리 스콧 - 재니스 역
- 트레나 키팅 - 낸시 역

## 기타 제작진
- 라인 제작: 로버트 메릴리스
- 공동 제작: 제이크 위너
- 총괄 제작: 토비 에머릭, 리처드 브레너, 케일 보이터, 짐 사이블, 마르코 멜리츠
- 배역: 릭 몽고메리
- 미술: 롭 윌슨 킹
- 의상: 알렉산드라 웰커
- 음악 감독: 패트릭 훌리핸

## 우리말 녹음
EBS 제작진 (2021년 9월 12일)
- 프로듀서: 이선희
- 번역: 박선영
- 감수: 김동수
- CG: 조운경
- 편집: 정미현
- 기술감독: 김정수
- 우리말 연출: 강민화
- 기획: EBS
- 우리말 제작: 벼리기획

## 같이 보기
- 크리스마스 영화 목록